# Eau souterraine

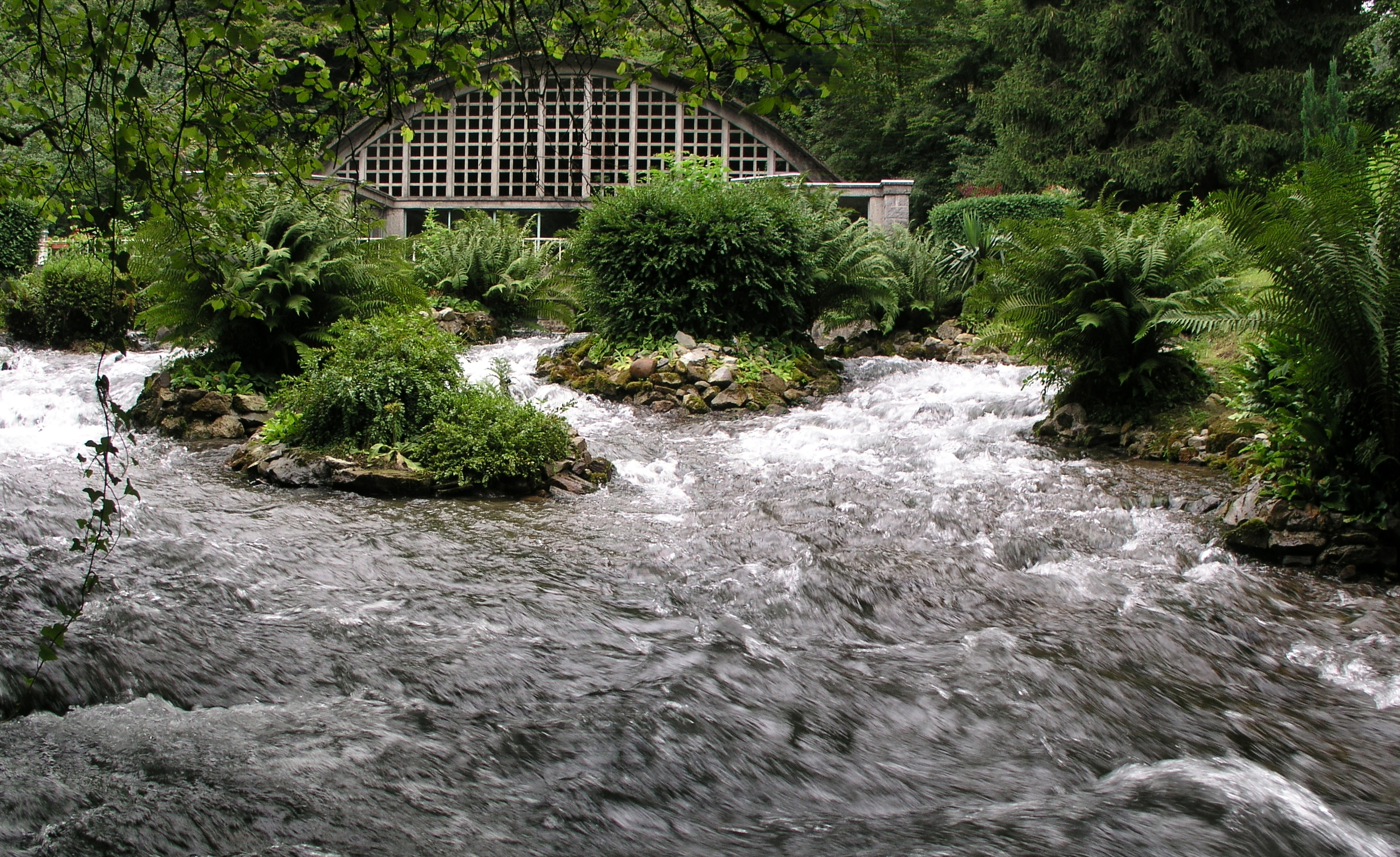
L'Œil du Néez (Rébénacq, Pyrénées-Atlantiques) est une émergence karstique captée par la ville de Pau.

Les eaux souterraines sont toutes les eaux se trouvant sous la surface du sol, dans la zone de saturation et en contact direct avec le sol ou le sous-sol.
En tant que ressource naturelle vitale et plus ou moins renouvelable et parfois transfrontalières, ces eaux posent des questions juridiques particulières. C'est parfois une source de conflit inter ethnique ou entre pays.
Les aquifères souterrains sont la réserve majeure (98 à 99 %)de l'eau douce exploitable sur les terres émergées. L’utilisation de l’eau souterraine se répartit de façon variable d’un pays à l’autre. Les pourcentages d’utilisation, selon les trois catégories, sont les suivants :
- 65 % (0 à 97 %) pour l’irrigation ;
- 25 % (0 à 93 %) pour l'eau potable ;
- 10 % (0 à 64 %) pour l'industrie.

La carte des réserves aquifères connues en 2008 (publiée par l'UNESCO) montre 273 aquifères transfrontaliers (68 en Amérique, 38 en Afrique, 65 en Europe de l'Est, 90 en Europe occidentale et 12 en Asie où le recensement n'était pas terminé). Les aquifères majeurs connus en 2008 étaient en Amérique du Sud et Afrique du Nord. Les grands aquifères d'Afrique centrale sont encore mal explorés et rarement exploitées.
La multiplication des pompes électriques et petits systèmes de pompage et forage a fortement augmenté la pression sur les nappes, souvent surexploitées dans les zones habitées et de grandes cultures et parfois déjà pollués. Leur exploitation pose aussi des questions sur nos responsabilités à l'égard des générations futures ou de l'amont vers l'aval (du point de vue du sens de circulation des masses d'eau souterraines, ou de leur alimentation via les bassins versants en surface le cas échéant).
Il existe des eaux fossiles non renouvelables aux échelles humaines de temps et des aquifères profonds qui ne sont que très lentement réalimentés.

## Les trois formes de l'eau souterraine

### L'eau de constitution
C'est l'eau qui rentre dans la structure cristalline des minéraux (exemple : gypse CaSO4, 2H2O).

### L'eau de rétention
- L'eau d'adsorption (liée). Les molécules d'eau dipolaires sont attirées par des effets de surface sur des ensembles ionisés (comme les argiles) en couche fine. L'eau d'adsorption n'est pas chassée par centrifugation.
- L'eau d'adhésion (pelliculaire). L'eau est retenue à la surface des grains par une attraction électrique moins forte que dans l'adsorption, elle peut se déplacer.
- L'eau capillaire (frange capillaire) : elle se trouve dans les pores, c'est l'eau d'absorption (l'eau recherchée par les racines).

### L'eau libre
C'est l'eau de gravité, l'eau disponible pour les nappes phréatiques et les aquifères, et qui est donc disponible et exploitable, par un forage ou un puits.

## Le suivi des eaux souterraines
Pour le suivi des niveaux de plafond de la nappe, le suivi se fait via des piézomètres ou puits si la nappe n'est pas trop profonde. Concernant le mouvement des masses d'eau, il se fait via des analyses physicochimiques, à partir de puits ou forages, ou dans certains cas au moyen de traceurs (colorants, isotopes radioactifs introduits ou issus des essais nucléaires atmosphériques ou d'un accident tel que la catastrophe de Tchernobyl). Dans certains sols et sous sols, il doit tenir compte de phénomènes complexes tels l'exclusion anionique. Les modèles doivent donc être adaptés au contexte et calibrés sur le terrain. On a montré que les solutés, anions en particulier peuvent dans certaines conditions circuler beaucoup plus vite que l'eau elle-même,, ce qui peut être important par exemple dans le cas d'études de risque de pollution.

## Aspects juridiques
Des problèmes de responsabilités partagées peuvent exister à toutes les échelles frontalières (de propriété, communale, agglomération, pays, etc.).
- En Europe, la commission européenne a imposé une gestion par masse d'eau (en cours d'organisation via la directive cadre sur l'eau (DCE).
- En Afrique, l'aquifère des Grès nubiens qui représente l'un des plus grands volumes d'eau connus est conjointement géré par l'Égypte, la Libye, le Soudan et le Tchad qui en dépendent pour une grande partie de leurs ressources en eau douce.
- Dans le monde, la Convention des Nations unies de 1997 sur les cours d’eau transfrontaliers ne traitait pas des masses d'eau souterraines (sauf 20 % d'entre elles, qui étaient reliées à un fleuve international). Ailleurs, il n'existe d'ailleurs généralement toujours pas de gestion concertée des nappes souterraines transfrontalières, mais une résolution des Nations unies (en décembre 2008) encourage une gestion écoresponsable et durable des aquifères transfrontalier via des critères de bonne conduite en termes de non-pollution et de non-surexploitation des ressources d'un ou plusieurs pays par un ou plusieurs des pays riverains. 19 articles de cette résolution ont été rédigés par les hydrologues de l'UNESCO à la suite d'une demande faite en 2002 par la Commission de droit international des Nations unies. Cette résolution n'a qu'une valeur morale et éthique, mais l'ONU espère pouvoir la transformer en Convention internationale lors de l’AG de l'ONU de 2011 à New York après discussions à Paris en décembre 2010.

## Santé
Toutes les eaux souterraines ne sont pas potables. Localement, elles peuvent être radioactives, très salées ou minéralisées ou polluées ou naturellement contaminées (par de l'arsenic par exemple). Le suivi, le contrôle et le cas échéant la conservation ou l'amélioration de la qualité de l'eau souterraine sont des enjeux de santé, mais aussi de santé environnementale. En Europe, il relève aussi de la directive cadre sur l'eau (DCE). Par exemple, sur 1 200 sources et forages du Puy-de-Dôme, 10 à 15 % des analyses présentent des traces d'arsenic a priori d'origine naturelle ; parfois à plus de 10 μg/L (norme de potabilité).

### Carte des risques pour les eaux souterraines contaminées
Environ un tiers de la population mondiale consomme de l’eau potable provenant des nappes phréatiques. Un nombre approximatif de 300 millions de personnes puisent leur eau dans des nappes phréatiques fortement polluées par de l’arsenic et du fluorure. Ces éléments traces sont le plus souvent d’origine naturelle et proviennent des roches et des sédiments lessivés par l’eau.
En 2008, l’Institut Suisse de Recherche de l’Eau Eawag a présenté une nouvelle méthode permettant de établir des cartes des risques pour les substances toxiques géogènes dans les eaux souterraines. Cela permet de déterminer plus efficacement quelles sources devraient être contrôlées,,,.
En 2016, le groupe de recherche a mis ses connaissances en libre accès sur la plate-forme GAP. Celle-ci permet aux spécialistes du monde entier de charger leurs propres données de mesure, de les visualiser, et de créer des cartes des risques pour des régions de leur choix. La plate-forme sert également de forum d’échange de connaissances afin de contribuer au développement de méthodes visant à éliminer les substances toxiques de l’eau.

## Écologie
En Europe, la directive cadre sur l'eau impose que les masses d'eau souterraine retrouvent (avant 2015 dernière limite) le « bon état », c'est-à-dire leur état de référence. Leur évaluation qualitative et quantitative doit être faite par les moyens scientifiques appropriés.

## Épuisement
L'eau souterraine, source de 40 % des besoins en eau de l'Inde, s'épuise rapidement selon un rapport publié en 2018 par un organisme gouvernemental. Vingt et une villes indiennes - dont Delhi, Bengaluru, Chennai et Hyderabad - devraient manquer d'eau souterraine dès 2020, et 40 % de la population indienne n'aura pas accès à l'eau potable en 2030.
Une eau fossile est une eau souterraine présente dans un aquifère depuis une période qui excède le temps de la civilisation humaine ; à ce titre, c'est une ressource non renouvelable.